# Лукка (провинция)
Лукка (итал. Provincia di Lucca) — провинция в Италии, в регионе Тоскана.
До 1847 года княжество, затем часть Тосканы; в 1860 году вместе с ней присоединена к Итальянскому королевству. По территории провинции протекает река Серкио.

## История
Старинный, первоначально этрусский, потом лигурийский город Лукка был завоёван римлянами в 177 году до н. э. С тех пор он входил в состав Цизальпийской Галлии. После падения Римской империи Лукка была поочерёдно под властью готов, лонгобардов и франков, позже была главным городом графства Тусции, потом вольным городом. Во время борьбы между гвельфами и гибеллинами в Лукке преобладали первые. Она вела оживленную торговлю с Востоком и значительно обогатилась во время крестовых походов. После короткого периода подчинения Пизе республика Лукка обратилась в герцогство, в котором захватил власть (1327) Каструччо Кастракани. После его смерти (1328) Лукка подчинялась то Генуе, то Парме, то Вероне, то Флоренции. Освободившись в 1370 году при помощи Карла IV, она обратилась в аристократическую республику.
В 1799 году она была завоёвана французами. В 1805 году Наполеон, соединив её с Пьомбино и ещё несколькими соседними городами, обратил её в княжество и отдал во владение своей сестре Элизе и её мужу Бачиокки. После Пресбургского мира к княжеству были присоединены Масса и Каррара. Управление Бачиокки оставило в Лукке хорошие воспоминания: при нём был введён кодекс Наполеона, проведены новые дороги, основано много школ и т. д. На Венском конгрессе было решено отдать Лукку Карлу II Людовику-Фердинанду Бурбонскому, инфанту испанскому, раньше бывшему (1803—1807) королём Этрурии. Вследствие его малолетства первое время фактически управляла его мать Мария-Луиза, дочь Карла IV Испанского. Народная ненависть, которую Карл навлёк на себя деспотической системой управления, заставила его уступить Лукку Тоскане, когда он сам (1847) сделался наследником Марии-Луизы, герцогини Пармской.

## Экономика
Выращиваются оливки, каштаны, апельсины, миндаль, лимоны, инжир, шелковица.
Налажено производство вина.
Луккское масло считается лучшим в Италии.
Развито шелководство и скотоводство.

## Административное деление

### Города
- Альтопашо
- Виареджо